# بنية المعلومات الاجتماعية
بنية المعلومات الاجتماعية، هي مجال فرعي لهندسة المعلومات التي تتعامل مع الجوانب الاجتماعية لتصور المعلومات ونمذجتها وتنظيمها. لقد أصبح أكثر أهمية بسبب ظهور وسائل التواصل الاجتماعي والويب 2.0 في الآونة الأخيرة.

## النهج
هناك طرق مختلفة لشرح بنية المعلومات الاجتماعية.
نموذج العمارة (الفضاء الداخلي)
يجب على المهندسين المعماريين الذين يصممون مساحة مجتمعية مادية التفكير في كيفية تشكيل الهندسة المعمارية للتفاعلات الاجتماعية. يخلق الرواق الطويل للمكاتب ديناميكية مختلفة تماما عن المكاتب المرتبة في مساحة مفتوحة. يمكن للمرء أن يعزز الفردية والخصوصية واللياقة. الآخر: التعاون ، الإلهاء ، الطائفية.
ومع ذلك ، يمكن إعادة استخدام المساحات المادية بمرونة والعمل حولها إذا رغب السكان في ديناميكية اجتماعية لا توفرها المساحة على الفور. يمكن ترك أبواب المكاتب مفتوحة لدعوة تفاعل أسهل. يمكن رفع الأقسام بين المكاتب المجاورة للحد من الإلهاء وزيادة الخصوصية.
هذه هي العمارة المادية. إن بنى المعلومات في المجتمعات عبر الإنترنت أكثر حتمية وأقل مرونة بكثير. إنها تحدد حرفيا البنية الاجتماعية من خلال التحديد المسبق في رمز الكمبيوتر غير القابل للتغيير للمعلومات التي يمكنك الوصول إليها ، ومن يمكنك التحدث إليه ، وأين يمكنك الذهاب. في عالم الإنترنت ، بنية المعلومات = العمارة الاجتماعية.
الحوار الاجتماعي ونموذج المعلومات (الفضاء الخارجي)
تستخدم جميع العلامات التجارية الكبرى بنية المعلومات لتسويق منتجاتها عبر الإنترنت ، ثم يتم تغليفها بشكل شائع تحت عبارة "الإستراتيجية الرقمية". تشمل بنية المعلومات المستخدمة لأغراض استراتيجية تحسين محركات البحث للعلامة التجارية ، والتنسيب الاستراتيجي للفيروسات ، ووجود وسائل التواصل الاجتماعي وما إلى ذلك.
يمكن للجمعيات الخيرية ومنافذ الأخبار ومنتديات الحوار الاجتماعي أن تستخدم نفس الأدوات بشكل أكثر تحديدا لأغراض اجتماعية إيجابية ومهمة. ينظر إلى بنية المعلومات الاجتماعية على أنها الجناح الواعي اجتماعيا لبنية المعلومات التجارية،  وتعمل على تبادل المعلومات والأفكار بين الأشخاص والمجموعات.
يمكن ل Social iA التقاط القضايا المتضاربة  التي يتم التعامل معها بسوء فهم بين الثقافات وتترك الأفراد والمجتمعات عرضة للاستغلال والتلاعب. وبما أن الشبكة بعيدة المدى، فمن الواضح استخدامها لإجراء حوار اجتماعي هادف ومنسق.
مثال على هذه القضايا هو الإيمان والبيئة والسياسة وتغير المناخ والحرب والظلم والتحديات الاجتماعية الأخرى. يمكن أن تساعد بنية المعلومات في إنشاء أطر تجمع فيها مشاركة المعلومات الناس معا وتلهمهم وتشجعهم على المشاركة في تفكير مستقبلي وبطريقة غير مجزأة. يتمثل أحد أنشطتها الأساسية في نشر الرسائل التي تجمع الناس من مواقع متقابلة من الأطياف الاجتماعية والثقافية معا ومواجهة الموضوعات غير المريحة وجها لوجه.

## كيف تعمل بنية المعلومات الاجتماعية؟
يستخدم Social iA مجموعة متنوعة من تطبيقات Web2.0 لتصفية المعلومات ذات الصلة أو القيمة ونسجها في مستودع المعلومات المناسب أو تقديم ملاحظات إلى قنوات مثيرة للاهتمام. تستخدم Social iA بشكل استراتيجي محركات البحث ووسائل التواصل الاجتماعي وخوارزميات Google بالإضافة إلى مواقع الويب وقنوات الفيديو والأخبار. إنه "يقرأ" أو "يستمع" إلى المحادثات الاجتماعية واستفسارات محرك البحث ويتفاعل مع الشبكة بنشاط لجمع أدلة حول نبض العالم على الإنترنت. يقوم بتقييم البيانات والاتجاهات الاجتماعية والسياسية ، والاستجابة بحملات مستهدفة لإعطاء الناس أفكارا ، وكذلك مساعدة الأشخاص في فهم المعلومات.

## المبادئ
يحدد دان براون في بحث منشور له 8 مبادئ في هندسة المعلومات الاجتماعية:
1. مبدأ الأشياء: تعامل مع المحتوى على أنه شيء حي يتنفس، مع دورة الحياة والسلوكيات والسمات.
2. مبدأ الاختيارات: قم بإنشاء صفحات تقدم خيارات ذات مغزى للمستخدمين، مع الحفاظ على مجموعة الخيارات المتاحة مركزة على مهمة معينة.
3. مبدأ الإفصاح: إظهار معلومات كافية فقط للمساعدة يفهم الناس أنواع المعلومات التي سيجدونها أثناء الحفر أعمق.
4. مبدأ النماذج: وصف محتويات الفئات بواسطة عرض أمثلة على المحتويات.
5. مبدأ الأبواب الأمامية: افترض ما لا يقل عن نصف موقع الويب سيأتي الزوار من خلال صفحة أخرى غير الصفحة الرئيسية.
6. مبدأ التصنيف المتعدد: تقدم للمستخدمين عدة مخططات تصنيف مختلفة لتصفح محتوى الموقع.
7. مبدأ الملاحة المركزة: لا تخلط التفاح والبرتقال في مخطط التنقل الخاص بك.
8. مبدأ النمو: افترض أن المحتوى الذي لديك اليوم هو جزء صغير من المحتوى الذي ستحصل عليه غدا.

## ما الذي يمكن أن تحققه بنية المعلومات الاجتماعية؟
تتمتع بنية المعلومات الاجتماعية بالعديد من الإمكانات من حيث تعزيز الروابط الاجتماعية وكيفية مشاركة المعلومات في المساحات الاجتماعية على الويب.